# Los Angeles Lakers 1999-2000
La stagione 1999-2000 dei Los Angeles Lakers fu la 51ª nella NBA per la franchigia.
I Los Angeles Lakers vinsero la Pacific Division della Western Conference con un record di 67-15. Nei play-off vinsero il primo turno con i Sacramento Kings (3-2), la semifinale di conference con i Phoenix Suns (4-1), la finale di conference con i Portland Trail Blazers (4-3), vincendo poi il titolo battendo nella finale NBA gli Indiana Pacers (4-2).

## Draft
| Giro | Scelta | Giocatore      | Posizione   | Nazionalità | Università/Club |
| ---- | ------ | -------------- | ----------- | ----------- | --------------- |
| 1    | 23     | Devean George  | ala piccola | Stati Uniti | Augsburg        |
| 2    | 30     | John Celestand | playmaker   | Stati Uniti | Villanova       |

## Regular season

### Western Conference
| Squadra             | V  | P  | %    | GB |
| ------------------- | -- | -- | ---- | -- |
| L.A. Lakers C       | 67 | 15 | 81,7 | -  |
| Portland T. Blazers | 59 | 23 | 72   | 8  |
| Phoenix Suns        | 53 | 29 | 64,6 | 14 |
| Seattle S.Sonics    | 45 | 37 | 54,9 | 22 |
| Sacramento Kings    | 44 | 38 | 53,7 | 23 |
| G.S. Warriors       | 19 | 63 | 23,2 | 48 |
| L.A. Clippers       | 15 | 67 | 18,3 | 52 |
| Template:Basket     |    |    |      |    |

## Play-off

### Primo turno
Gara 1
| 23 aprile 2000 | Los Angeles Lakers | 117 – 107 | Sacramento Kings |  |

Gara 2
| 27 aprile 2000 | Los Angeles Lakers | 113 – 89 | Sacramento Kings |  |

Gara 3
| 30 aprile 2000 | Sacramento Kings | 99 – 91 | Los Angeles Lakers |  |

Gara 4
| 2 maggio 2000 | Sacramento Kings | 101 – 88 | Los Angeles Lakers |  |

Gara 5
| 5 maggio 2000 | Los Angeles Lakers | 113 – 86 | Sacramento Kings |  |

### Semifinali di Conference
Gara 1
| 7 maggio 2000 | Los Angeles Lakers | 105 – 77 | Phoenix Suns |  |

Gara 2
| 10 maggio 2000 | Los Angeles Lakers | 97 – 96 | Phoenix Suns |  |

Gara 3
| 12 maggio 2000 | Phoenix Suns | 99 – 105 | Los Angeles Lakers |  |

Gara 4
| 14 maggio 2000 | Phoenix Suns | 117 – 98 | Los Angeles Lakers |  |

Gara 5
| 16 maggio 2000 | Los Angeles Lakers | 87 – 65 | Phoenix Suns |  |

### Finali di Conference
Gara 1
| 20 maggio 2000 | Los Angeles Lakers | 109 – 94 | Portland Trail Blazers |  |

Gara 2
| 22 maggio 2000 | Los Angeles Lakers | 77 – 106 | Portland Trail Blazers |  |

Gara 3
| 26 maggio 2000 | Portland Trail Blazers | 91 – 93 | Los Angeles Lakers |  |

Gara 4
| 28 maggio 2000 | Portland Trail Blazers | 91 – 103 | Los Angeles Lakers |  |

Gara 5
| 30 maggio 2000 | Los Angeles Lakers | 88 – 96 | Portland Trail Blazers |  |

Gara 6
| 2 giugno 2000 | Portland Trail Blazers | 103 – 93 | Los Angeles Lakers |  |

Gara 7
| 4 giugno 2000 | Los Angeles Lakers | 89 – 84 | Portland Trail Blazers |  |

### NBA Finals 2000
Gara 1
| 7 giugno 2000 | Indiana Pacers | 87 – 104 | Los Angeles Lakers |  |

Gara 2
| 9 giugno 2000 | Indiana Pacers | 104 – 111 | Los Angeles Lakers |  |

Gara 3
| 11 giugno 2000 | Los Angeles Lakers | 91 – 100 | Indiana Pacers |  |

Gara 4
| 14 giugno 2000 | Los Angeles Lakers | 120 – 118 | Indiana Pacers |  |

Gara 5
| 16 giugno 2000 | Los Angeles Lakers | 87 – 120 | Indiana Pacers |  |

Gara 6
| 19 giugno 2000 | Indiana Pacers | 111 – 116 | Los Angeles Lakers |  |

| Campione NBA 2000             |
| ----------------------------- |
| Los Angeles Lakers 12º titolo |

## Roster
| \| Pos. \| Num. \| Naz. \| Nome \| Altezza \| Peso \| Data nascita \| Provenienza \| \| ---- \| ---- \| ---- \| ----------------- \| ------- \| ------ \| ------------ \| --------------------------------------- \| \| G \| 8 \| \| Bryant, Kobe \| 198 cm \| 91 kg \| 23-08-1978 \| Lower Merion High School (Pennsylvania) \| \| G \| 11 \| \| Celestand, John \| 193 cm \| 81 kg \| 6-03-1977 \| Villanova \| \| G \| 2 \| \| Fisher, Derek \| 185 cm \| 91 kg \| 9-08-1974 \| Arkansas–Little Rock \| \| G/AP \| 17 \| \| Fox, Rick \| 201 cm \| 104 kg \| 24-07-1969 \| North Carolina \| \| G/AP \| 3 \| \| George, Devean \| 203 cm \| 100 kg \| 29-08-1977 \| Augsburg College \| \| C \| 45 \| \| Green, A.C. \| 206 cm \| 100 kg \| 4-10-1963 \| Oregon State \| \| G/AP \| 4 \| \| Harper, Ron \| 198 cm \| 84 kg \| 20-01-1964 \| Miami (OH) \| \| A \| 5 \| \| Horry, Robert \| 206 cm \| 100 kg \| 25-08-1970 \| Alabama \| \| G/AP \| 7 \| \| Jacobson, Sam \| 193 cm \| 98 kg \| 22-07-1975 \| Minnesota \| \| C \| 40 \| \| Knight, Travis \| 213 cm \| 107 kg \| 13-09-1974 \| Connecticut \| \| G \| 10 \| \| Lue, Tyronn \| 183 cm \| 79 kg \| 3-05-1977 \| Nebraska \| \| C \| 34 \| \| O'Neal, Shaquille \| 216 cm \| 147 kg \| 6-03-1972 \| LSU \| \| A \| 41 \| \| Rice, Glen \| 201 cm \| 98 kg \| 28-05-1967 \| Michigan \| \| A/C \| 16 \| \| Salley, John \| 211 cm \| 104 kg \| 16-05-1964 \| Georgia Tech \| \| G \| 20 \| \| Shaw, Brian \| 198 cm \| 86 kg \| 22-03-1966 \| UC Santa Barbara \| | Allenatore - Phil Jackson Assistente/i - Bill Bertka (Vice-allenatore) - Jim Cleamons (Vice-allenatore) - Frank Hamblen (Vice-allenatore) - Tex Winter (Vice-allenatore) - Gary Vitti (Preparatore atletico) Legenda - (C) Capitano - (FA) Free agent - (S) Sospeso - (TW) Contratto Two-way - (GL) Assegnato a squadra G League affiliata - Infortunato Roster • Transazioni · Ultima transazione: 28 giugno 2000 |                        |                   |         |        |              |                                         |
| Pos. | Num. | Naz.                   | Nome              | Altezza | Peso   | Data nascita | Provenienza                             |
| G | 8 | Stati Uniti (bandiera) | Bryant, Kobe      | 198 cm  | 91 kg  | 23-08-1978   | Lower Merion High School (Pennsylvania) |
| G | 11 | Stati Uniti (bandiera) | Celestand, John   | 193 cm  | 81 kg  | 6-03-1977    | Villanova                               |
| G | 2 | Stati Uniti (bandiera) | Fisher, Derek     | 185 cm  | 91 kg  | 9-08-1974    | Arkansas–Little Rock                    |
| G/AP | 17 | Stati Uniti (bandiera) | Fox, Rick         | 201 cm  | 104 kg | 24-07-1969   | North Carolina                          |
| G/AP | 3 | Stati Uniti (bandiera) | George, Devean    | 203 cm  | 100 kg | 29-08-1977   | Augsburg College                        |
| C | 45 | Stati Uniti (bandiera) | Green, A.C.       | 206 cm  | 100 kg | 4-10-1963    | Oregon State                            |
| G/AP | 4 | Stati Uniti (bandiera) | Harper, Ron       | 198 cm  | 84 kg  | 20-01-1964   | Miami (OH)                              |
| A | 5 | Stati Uniti (bandiera) | Horry, Robert     | 206 cm  | 100 kg | 25-08-1970   | Alabama                                 |
| G/AP | 7 | Stati Uniti (bandiera) | Jacobson, Sam     | 193 cm  | 98 kg  | 22-07-1975   | Minnesota                               |
| C | 40 | Stati Uniti (bandiera) | Knight, Travis    | 213 cm  | 107 kg | 13-09-1974   | Connecticut                             |
| G | 10 | Stati Uniti (bandiera) | Lue, Tyronn       | 183 cm  | 79 kg  | 3-05-1977    | Nebraska                                |
| C | 34 | Stati Uniti (bandiera) | O'Neal, Shaquille | 216 cm  | 147 kg | 6-03-1972    | LSU                                     |
| A | 41 | Stati Uniti (bandiera) | Rice, Glen        | 201 cm  | 98 kg  | 28-05-1967   | Michigan                                |
| A/C | 16 | Stati Uniti (bandiera) | Salley, John      | 211 cm  | 104 kg | 16-05-1964   | Georgia Tech                            |
| G | 20 | Stati Uniti (bandiera) | Shaw, Brian       | 198 cm  | 86 kg  | 22-03-1966   | UC Santa Barbara                        |

### Arrivi/partenze
Mercato e scambi avvenuti durante la stagione:
Arrivi
| N° | Naz. | Ruolo | Sportivo |  | Alt. |  |
| -- | ---- | ----- | -------- |  | ---- |  |

Partenze
| N° | Naz.                   | Ruolo | Sportivo     |  | Alt. |  |
| -- | ---------------------- | ----- | ------------ |  | ---- |  |
| 7  | Stati Uniti (bandiera) | G     | Sam Jacobson |  |      |  |

## Premi e onorificenze
- Shaquille O'Neal nominato MVP dell'anno
- Shaquille O'Neal nominato MVP delle Finali
- Shaquille O'Neal incluso nell'All-NBA First Team
- Kobe Bryant incluso nell'All-NBA Second Team
- Kobe Bryant incluso nell'All-Defensive First Team
- Shaquille O'Neal incluso nell'All-Defensive Second Team